# Penuria europea de la patata

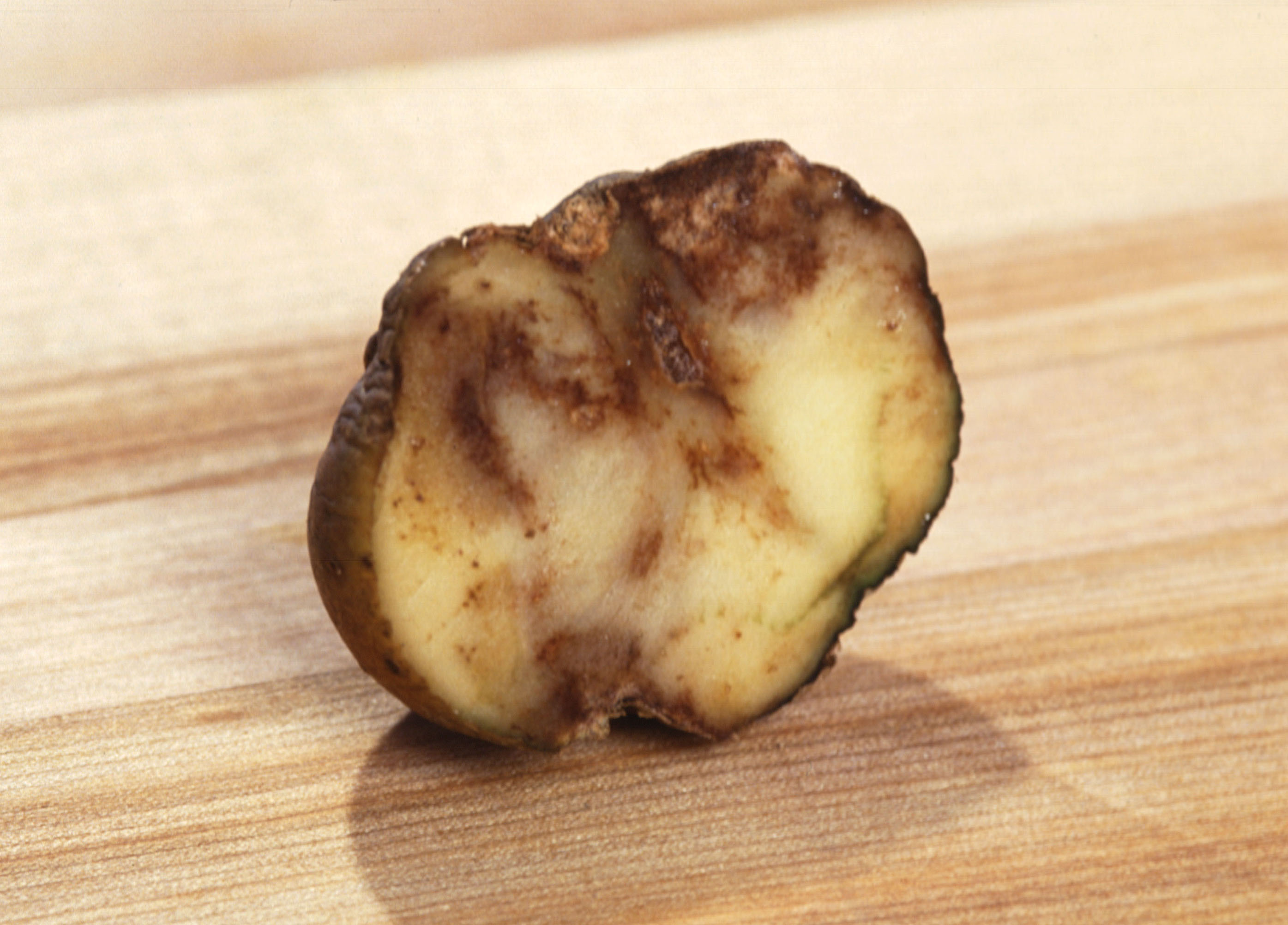
Patata afectada de mildiu

La penuria europea de la patata fue una crisis alimentaria causada por el tizón tardío o mildiu, un hongo que afectó a Europa septentrional a mediados de la década de 1840 provocando la pérdida de las cosechas de patata, alimento fundamental de buena parte de la población europea de la época. Este periodo también se conoce como los cuarenta del hambre. Aunque la crisis produjo una fuerte mortandad en todas las zonas afectadas, las regiones más castigadas fueron las Tierras Altas de Escocia y, aún con más rigor, Irlanda. Miles de personas murieron de hambre debido a la falta de alimentos básicos.
En 2013, un grupo de investigadores analizó las colecciones biológicas de varios museos con técnicas de secuenciación de ADN con el fin de decodificar el ADN del patógeno en muestras almacenadas de 1845 y compararlo con tipos genéticos modernos. Los resultados indicaron que «la traza era distinta a todas las trazas modernas analizadas».
| | Patatas            | Patatas            | Patatas                             | Patatas                             | Centeno                             | Trigo                               | Avena                               |
| | Terreno cultivable | Consumo            | Cosecha 1845                        | Cosecha 1846                        | Cosecha 1846                        | Cosecha 1846                        | Cosecha 1846                        |
| | (%)                | (kg/pers. diarios) | (% cambio sobre la cantidad normal) | (% cambio sobre la cantidad normal) | (% cambio sobre la cantidad normal) | (% cambio sobre la cantidad normal) | (% cambio sobre la cantidad normal) |
| --- | ------------------ | ------------------ | ----------------------------------- | ----------------------------------- | ----------------------------------- | ----------------------------------- | ----------------------------------- |
| Bélgica                                                                                                | 14%                | 0,5/0,6 kg         | −87%                                | −43%                                | −50%                                | −10%                                | n/a                                 |
| Dinamarca                                                                                              | 3%                 | 0,2/0,3 kg         | −50%                                | −50%                                | −20%                                | −20%                                | n/a                                 |
| Suecia                                                                                                 | 5%                 | 0,5/0,6 kg         | −20–25%                             | −20–25%                             | −10%                                | −10%                                | n/a                                 |
| Francia                                                                                                | App. 6%            | 0,5 kg             | −20%                                | −19%                                | −20%                                | −25%                                | n/a                                 |
| Wurtemberg                                                                                             | 3–8%               | n/a                | −55%                                | −51%                                | −15%                                | −24%                                | n/a                                 |
| Prusia                                                                                                 | 11%                | 1,0/1,1 kg         | n/a                                 | −47%                                | −43%                                | −43%                                | n/a                                 |
| Países Bajos                                                                                           | 11%                | 0,7 kg             | −71%                                | −56%                                | −47%                                | −6%                                 | n/a                                 |
| España                                                                                                 | 2%                 | Bajo               | n/a                                 | n/a                                 | n/a                                 | n/a                                 | n/a                                 |
| Tierras Altas de Escocia                                                                               | n/a                | Alto               | n/a                                 | −80%                                | n/a                                 | n/a                                 | n/a                                 |
| Irlanda                                                                                                | 32%                | 2,1 kg             | −30%                                | −88%                                | n/a                                 | n/a                                 | −33%                                |
| Fuente: Eric Vanhaute y otros, The European subsistence crisis of 1845–1850: a comparative perspective |                    |                    |                                     |                                     |                                     |                                     |                                     |

El efecto de esta crisis en Irlanda fue mucho mayor que en cualquier otro lugar: causó un millón de muertos, dos millones de refugiados y originó un declive de población que duraría un siglo. Aparte de Irlanda, el número de muertes ocasionadas por la crisis en la región se estima en unas 100 000 personas, siendo Bélgica y Prusia los países más castigados: en Bélgica murieron entre 40 000 y 50 000 personas ─la mayoría en Flandes─ y unas 42 000 en Prusia. El resto de las víctimas mortales se produjeron sobre todo en Francia, donde se estima que murieron 10 000 personas.
Aparte de las muertes por inanición y enfermedades asociadas a la hambruna, hubo otras consecuencias. Aunque el impacto demográfico de las hambrunas se hace inmediatamente visible en la mortalidad, los descensos a largo plazo de la fertilidad y la natalidad también pueden afectar severamente a la población. En Irlanda, los nacimientos se redujeron en un tercio, lo que en cifras se traduce en medio millón de niños que no llegaron a nacer. Estos descensos no fueron tan pronunciados en otros países: en Flandes disminuyeron los nacimientos entre el 20 y el 30%, en los Países Bajos entre el 10 y el 20% y en Prusia alrededor de un 12%.
La emigración para huir de la hambruna se centró sobre todo en Irlanda y la Tierras Altas de Escocia. En otras zonas de Reino Unido y Europa continental, las condiciones no llegaron a ser tan duras como para erradicar por completo la base de supervivencia hasta el punto de provocar una emigración masiva como la experimentada en Irlanda y Escocia. Más de un millón de personas emigraron desde las Tierras Altas Escocesas ─muchas de ellas con la ayuda de los terratenientes y el estado─ sobre todo a América del Norte y Australia, y el hecho se considera una continuación del desplazamiento forzado del siglo XVIII, con tintes de limpieza étnica. Más de un millón de personas abandonaron Irlanda con los mismos destinos, provocando un auge del antagonismo nacionalista con Gran Bretaña. Este desplazamiento masivo se ve en ocasiones como un holocausto irlandés. La consecuencia global de todo esto fue la creación de las grandes diásporas escocesa  e irlandesa.
| | Cambio anual en la población | Cambio anual en la población | Cambio anual en la población | Cambio anual en la población | Cambio anual en la población | Cambio anual en la población | Cambio anual en la población |
| | 1840–45                      | 1845–46                      | 1846–47                      | 1847–48                      | 1848–49                      | 1849–50                      | 1850–60                      |
| --- | ---------------------------- | ---------------------------- | ---------------------------- | ---------------------------- | ---------------------------- | ---------------------------- | ---------------------------- |
| Bélgica                                                                                                | +1,1%                        | +0,9%                        | +0,9%                        | +0,0%                        | +0,5%                        | +0,2%                        | +0,7%                        |
| Dinamarca                                                                                              | +1,1%                        | +1,0%                        | +0,8%                        | +1,0%                        | +1,0%                        | +1,0%                        | +1,2%                        |
| Suecia                                                                                                 | +1,1%                        | +0,8%                        | +0,6%                        | +1,0%                        | +1,3%                        | +1,2%                        | +1,0%                        |
| Francia                                                                                                | +0,5%                        | +0,7%                        | +0,4%                        | +0,1%                        | +0,3%                        | +0,0%                        | +0,5%                        |
| Alemania (total)                                                                                       | +1,0%                        | +1,0%                        | +0,5%                        | +0,2%                        | +0,1%                        | +0,9%                        | +0,7%                        |
| Prusia                                                                                                 | +1,3%                        | +1,4%                        | +0,8%                        | +0,5%                        | +0,4%                        | +0,9%                        | +1,0%                        |
| Países Bajos                                                                                           | +1,1%                        | +1,1%                        | +0,3%                        | −0,2%                        | +0,1%                        | +0,3%                        | +0,7%                        |
| Gran Bretaña                                                                                           | +1,2%                        | +1,2%                        | +0,7%                        | +0,7%                        | +0,7%                        | +0,7%                        | +1,3%                        |
| Irlanda                                                                                                | +0,4%                        | −0,2%                        | −4%                          | −4%                          | −4%                          | −4%                          | −1,7%                        |
| |                              |                              |                              |                              |                              |                              |                              |
| Fuente: Eric Vanhaute y otros, The European subsistence crisis of 1845–1850: a comparative perspective |                              |                              |                              |                              |                              |                              |                              |